# ویسوکو
ویسوکو (بوسنیایی: Visoko) یک منطقهٔ مسکونی در بوسنی و هرزگوین است که در Visoko Municipality واقع شده‌است. ویسوکو ۲۳۰٫۸ کیلومتر مربع مساحت و ۴۱٬۳۵۲ نفر جمعیت دارد.

## خواهرخوانده
شهر بیلوار خواهرخواندهٔ ویسوکو هست.